# Seznam nosilcev spominskega znaka Pokljuka 1991
Seznam nosilcev spominskega znaka Pokljuka 1991.

## Seznam
(datum podelitve - ime)
- 17. julij 1999 - Roman Benedik - Klemen Bertoncelj - Franci Bevc - Nenad Bizjak - Cvetko Hajdarovič - Vinko Justin - Mihael Kavaš - Albin Knaflič - Milko Koren - Nikolaj Legat - Vitko Mučič - Zvonko Mulej - Srečko Polanc - Bogdan Potočnik - Miran Ravnik - Branko Sinkovič - Franci Šmit - Alojz Špik - Darko Toplišek - Gorazd Varl - Robert Varl - Jakob Janez Vidic - Bojan Zagorc - Peter Zupan - Aleš Žmitek

- 6. oktober 1999 - Jurij Pavlič